# Chloroleucon tenuiflorum
Chloroleucon tenuiflorum är en ärtväxtart som först beskrevs av George Bentham, och fick sitt nu gällande namn av Rupert Charles Barneby och James Walter Grimes. Chloroleucon tenuiflorum ingår i släktet Chloroleucon och familjen ärtväxter. Inga underarter finns listade i Catalogue of Life.